# Heinrich Göring
Heinrich Ernst Göring (31 d'octubre de 1838 - 7 de desembre de 1913) va ser un advocat i funcionari alemany, governador del sud-oest d'Àfrica alemany de 1885 a 1890. Era el pare de Hermann i Albert Göring.

## Biografia
Heinrich Göring va néixer a Emmerich am Rhein, el 31 d'octubre de 1838 del matrimoni de Wilhelm Göring i Caroline Anne de Nerée. Va estudiar dret i es va doctorar. El 1858 esdevingué membre del Cos Saxonia Bonn. Després de participar, com a oficial de l'exèrcit prussià, a les campanyes de 1866 contra Àustria i 1870 contra França, Heinrich Göring esdevingué funcionari de l'⁣Imperi alemany. De 1869 a 1871 va ser jutge de districte a Dierdorf al Westerwald. Entre 1871 i 1873, va ser nomenat jutge de llibertats a Altkirch a la nova Alsàcia-Lorena. El 1873 va ser traslladat a Metz, on va ocupar el càrrec de jutge del tribunal de justícia del districte de Metz-Campagne.
Des del seu primer matrimoni amb Ida Friederike Remy (1847 † 1879), Heinrich Göring va tenir quatre fills: Friedrich Wilhelm (1870 † 1959), Ernst Albert (1873 a Metz † 1909 a Berlín), Frieda (1875 a Metz † 1929 a Kiel) i Heinrich Carl (1879 a Metz). Residint en una vil·la rica a Metz-Devant-les-Ponts, va ocupar el càrrec a Metz fins al 1884.
Des del seu segon matrimoni amb Franziska Tiefenbrunn (1859 † 1923), va tenir cinc fills més: Karl (1885), Olga (1889), Paula (1890), Hermann (1893) i Albert (1895).
El maig de 1885 va ser nomenat comissari del Reich al sud-oest d'Àfrica alemany i va succeir a Gustav Nachtigal, que havia proclamat el protectorat alemany. Hi va desembarcar el 21 i va establir la seva representació a Otjimbingwe, on amb dos ajudants va representar l'autoritat colonial alemanya a tot el territori. Va aconseguir signar diversos tractats de protecció amb les tribus locals contra la concessió de drets miners i comercials. Va signar un tractat de protecció amb el líder herero Samuel Maharero, que va ser cancel·lat uns anys més tard. No tenint cap tropa colonial alemanya que el protegeixi a part de les dels hereros, Göring es resigna a unir-se a l'enclavament britànic de Walvis Bay sota l'escorta dels hereros. Enfadat per tenir un representant dependent de la bona voluntat de les tribus indígenes, el govern alemany va decidir llavors enviar un contingent militar per establir l'ordre a l'⁣imperi colonial alemany i el 1889 arriba un primer contingent de 21 soldats comandat pel major Curt von François al Sud-oest d'Àfrica.
Göring va abandonar el sud-oest d'Àfrica l'agost de 1890 per convertir-se en cònsol alemany a Port-au-Prince, Haití. Es va jubilar el 1895 i va morir a Munic el dia 7 de desembre de 1913.
Un carrer de la ciutat de Lüderitz encara porta el nom de Heinrich Göring, mentre que el que porta aquest nom a Windhoek va ser rebatejat a finals de la dècada de 1990.

## Falsa polèmica
L'any 2005, amb motiu de la publicació del llibre de Serge Bilé titulat Noirs dans les camps nazis, es va afirmar en diversos articles de premsa basats en aquest llibre que Heinrich Göring era governador del sud-oest d'Àfrica el 1904 i que ell havia organitzat la matança dels Hereros. No obstant això, aquesta informació era inexacta, ja que la massacre va tenir lloc 14 anys després que Göring hagués marxat, només tenia dos funcionaris per gestionar el territori durant el seu mandat, mai havia organitzat expedicions punitives contra els hereros amb els quals havia signat un pacte de protecció, ni construït campaments.
Serge Bilé, però, va informar en una entrevista: "La notícia que porto és que el primer governador de Namíbia, Heinrich Göring, que va organitzar la repressió dels hereros i la construcció dels camps, és el pare de la futura mà dreta de Hitler». No obstant això, els primers camps van ser construïts sota el mandat de Theodor Leutwein, molt menys conegut que el pare d'Herman Göring. En una altra entrevista, però, Bilé va afirmar el març de 2005 que si bé Heinrich Göring no era realment governador de la colònia durant la massacre dels Hereros, que, no obstant això, havia iniciat la repressió: "però que la mateixa massacre dels Hereros la va dur a terme, vint anys després, el general Lothar von Trotha».